# Mittlerer Erzgebirgskreis
Mittlerer Erzgebirgskreis var en Landkreis i sydvästra delen av den tyska delstaten Sachsen med Marienberg som huvudort. Erzgebirgskreis uppgick i Erzgebirgskreis den 1 augusti 2008. Här bor 89 845 människor (september 2005). Bilarna har MEK på nummerskyltarna.

## Geografi
Mittlerer Erzgebirgskreis gränsar i norr till Landkreis Freiberg, i sydost Karlovarský kraj (Tjeckien), i sydväst och väster Landkreis Annaberg, i väster Landkreis Stollberg och i nordväst den kreisfria staden Chemnitz.

## Ekonomi
Området är världsberömt för sina träleksaker. Seiffen är huvudort för leksaksindustrin.

## Historia
Landkreis Mittlerer Erzgebirgskreis kom till 1994 genom sammanslutningen av Landkreis Marienberg och Landkreis Zschopau.

## Administrativ indelning
Följande städer och kommuner ligger i Mittlerer Erzgebirgskreis (invånarantal 2005):

### Städer
- Lengefeld (4.842)
- Marienberg (14.229)
- Olbernhau (10.952)
- Wolkenstein (4.325)
- Zöblitz (3.072)
- Zschopau (11.568)

### Kommuner
- Amtsberg (4.293)
- Börnichen (1.101)
- Borstendorf (1.471)
- Deutschneudorf (1.177)
- Drebach (3.613)
- Gornau (4.062)
- Großolbersdorf (3.174)
- Großrückerswalde (3.968)
- Grünhainichen (1.374)
- Heidersdorf (945)
- Pfaffroda (3.086)
- Pockau (4.267)
- Pobershau (2.079)
- Seiffen, Kurort (2.677)
- Venusberg (2.370)
- Waldkirchen (1.200) (tidigare)

1. ↑  hämtat från: italienskspråkiga Wikipedia.[källa från Wikidata]